# プロタミン
プロタミン（英: protamine）は、魚類の精巣から抽出されるタンパク質の主成分である。
食品添加物として用いられており、塩基性で水に溶け、耐熱性芽胞菌に対して増殖抑制効果を持つ。また、医療用に頻用される抗凝固薬ヘパリンの中和作用も持つ。このペプチドは、細胞膜の溶解または透過性亢進を引き起こすことなく、その抗菌効果を発揮することが知られている。
1989年に製造特許が出願されている。供給メーカーは上野製薬とアサマ化成。

## 保存料としての特性
日持の向上目的で通常用いられている有機酸と違い、アルカリ側のpH領域で制菌効果が高まるため、使用用途としては製品pHがアルカリ側の製品、味に影響が出ては困る洋菓子、和菓子等に多い。
保存料に分類されるが、長い食習慣があるため、安全性には問題がないとされており、成分規格および使用基準は特に定められていない。分類としては、既存添加物である。
表示
食品の原材料表示で「しらこたん白(さけ由来)、プロタミン(さけ由来)、保存料（しらこたん白）」などと表示されているものは、このプロタミンである。サケ科またはニシン科の魚の白子から抽出されたものが使われる。
任意ではあるが、サケ由来の場合、「特定原材料に準ずるもの」であるため、「さけ由来」の表示が推奨される。

## 薬に含まれるプロタミン

### 抗凝固薬ヘパリンの拮抗薬としての利用
プロタミンの硫酸塩である硫酸プロタミンは、抗凝固薬ヘパリンと複合体を形成することでヘパリンの作用を阻害する。作用の発現は5分以内にあらわれる。
効能・効果
ヘパリン過量投与時、あるいは血液透析、人工心肺等の血液体外循環後のヘパリン作用の中和剤として用いられる。
投与方法
通常、ヘパリン1000単位に対して、プロタミン硫酸塩として10～15mgを投与する。投与時は、通常1回につきプロタミン硫酸塩として50mgを超えない量を生理食塩水または5%ブドウ糖注射液で希釈し、徐々に静脈注射する。
副作用
血圧が下がって瀕死の状態になるショック症状、アナフィラキシー症状を起こすことがある。
急速投与により呼吸困難、血圧低下、徐脈等の症状が現れることがある。
肺血管収縮による肺高血圧。
プロタミン自体が抗凝固作用をもつため、過量投与に注意する必要がある。

### 血糖値降下剤インスリンへの付加
1936年に発表された医師ハーゲドン（en）の論文以降、インスリンには硫酸プロタミンが付加され、注射の回数が少なくなり、痛みや炎症も緩和され、効果の発現も緩やかで持続的な物となった。これは中間型インスリンと呼ばれる。

### 遺伝子導入
遺伝子導入の分野で、硫酸プロタミンが利用される。

## 生理活性
魚類プロタミンの場合、6割がアルギニン組成なので、アルギニンの効能を引き継ぐものが多く、肥満防止、精力増強、免疫強化や新陳代謝、インスリンの分泌を活発にする。インスリンはタンパク質やグリコーゲンを生成させる働きあるので、糖尿病の予防にも効果的といわれている。